# 拟篦齿马先蒿
拟篦齿马先蒿（学名：Pedicularis pectinatiformis）是列当科马先蒿属的植物，是中国的特有植物。分布在中国大陆的四川等地，生长于海拔3,600米至3,900米的地区，多生长在山坡草甸，目前尚未由人工引种栽培。